# Człowiek z Nebraski

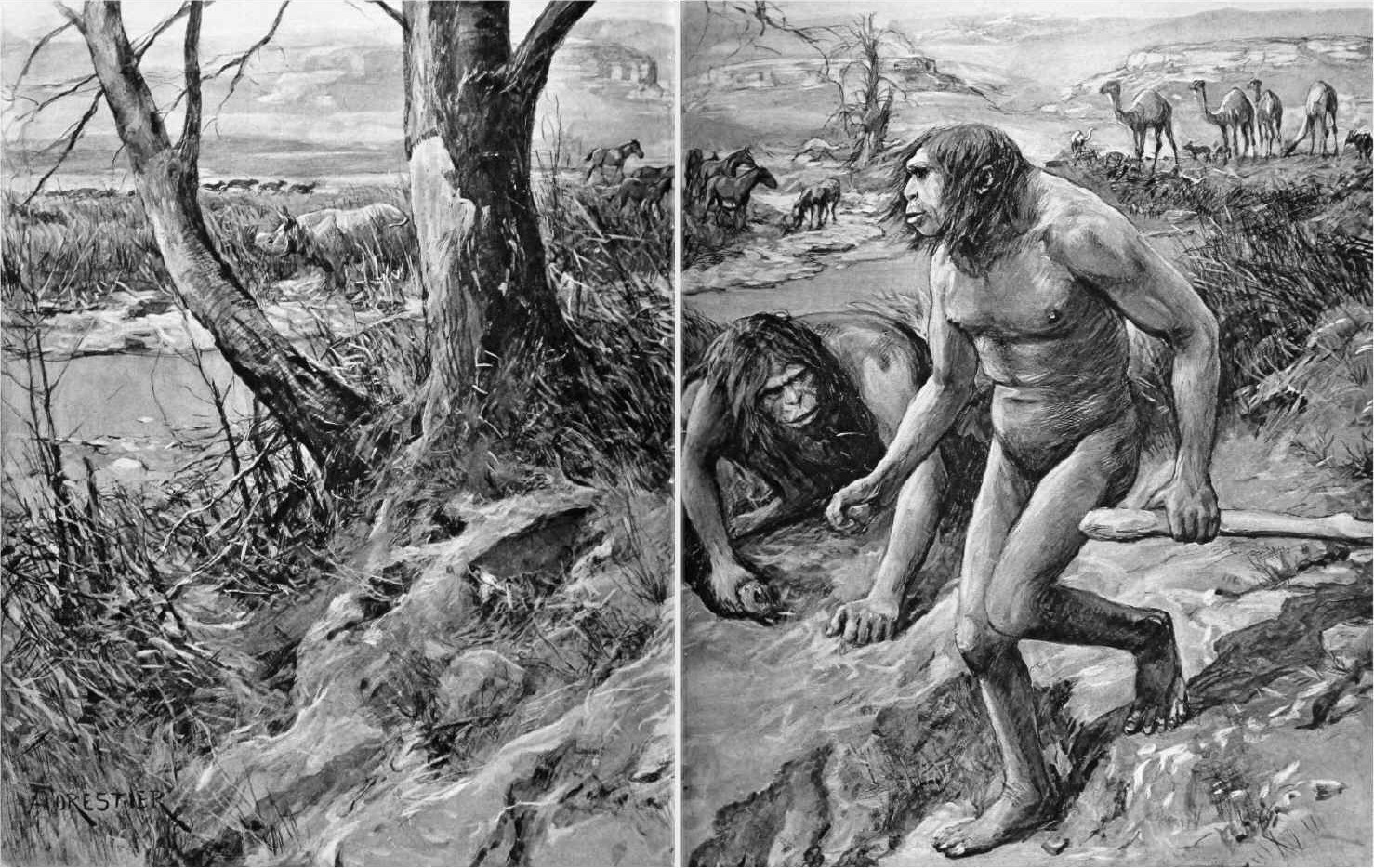
Artystyczne wyobrażenie Człowieka z Nebraski, ilustracja opublikowana w Illustrated London News w 1922 r.

Człowiek z Nebraski (Hesperopithecus haroldcookii) – rzekomy gatunek prehistorycznej małpy człekokształtnej, jedna z najbardziej spektakularnych pomyłek w historii współczesnej nauki.
W 1917 roku geolog Harold Cook odkrył w Nebrasce, podczas eksploracji warstw mioceńskich, skamieniały górny ząb trzonowy należący do nieznanego dotychczas gatunku ssaka. Na początku 1922 roku antropolog Henry Fairfield Osborn ogłosił, iż ząb należał do nowego gatunku kopalnej małpy człekokształtnej zamieszkującej Nowy Świat i nadał mu nazwę Hesperopithecus (łac. „Małpa z zachodniego świata”). W prasie natychmiast pojawiły się rewelacje na temat nowo odkrytego kopalnego przodka człowieka, pomimo iż sam Osborn dystansował się od uznawania gatunku za „brakujące ogniwo” w ludzkiej ewolucji, twierdząc, iż był to niespokrewniony z człowiekiem antropoid. W czasopiśmie Illustrated London News opublikowana została głośna ilustracja mająca przedstawiać dokonaną przez brytyjskiego anatoma Graftona Elliotha Smitha „rekonstrukcję” Człowieka z Nebraski, pozbawiona w rzeczywistości jakichkolwiek podstaw naukowych.
W 1925 roku rozpoczęto prace wykopaliskowe w miejscu odkrycia zęba Hesperopithecus, podczas których odkryto dalsze szczątki szkieletu tajemniczego zwierzęcia. Jak się okazało, odnaleziony wcześniej trzonowiec nie należał do naczelnego, lecz do kopalnego świniowatego z rodzaju Prosthennops. W opublikowanym w 1927 roku na łamach Science artykule oficjalnie zdementowano wcześniejsze doniesienia o Człowieku z Nebraski.
Pomimo szybkiego odkrycia pomyłki sprawa Człowieka z Nebraski jest do dziś przytaczana przez środowiska kreacjonistyczne jako argument przeciwko teorii ewolucji, mający ich zdaniem dowodzić masowego fałszowania znalezisk przez paleontologów.